# Pierre-François Bouchard

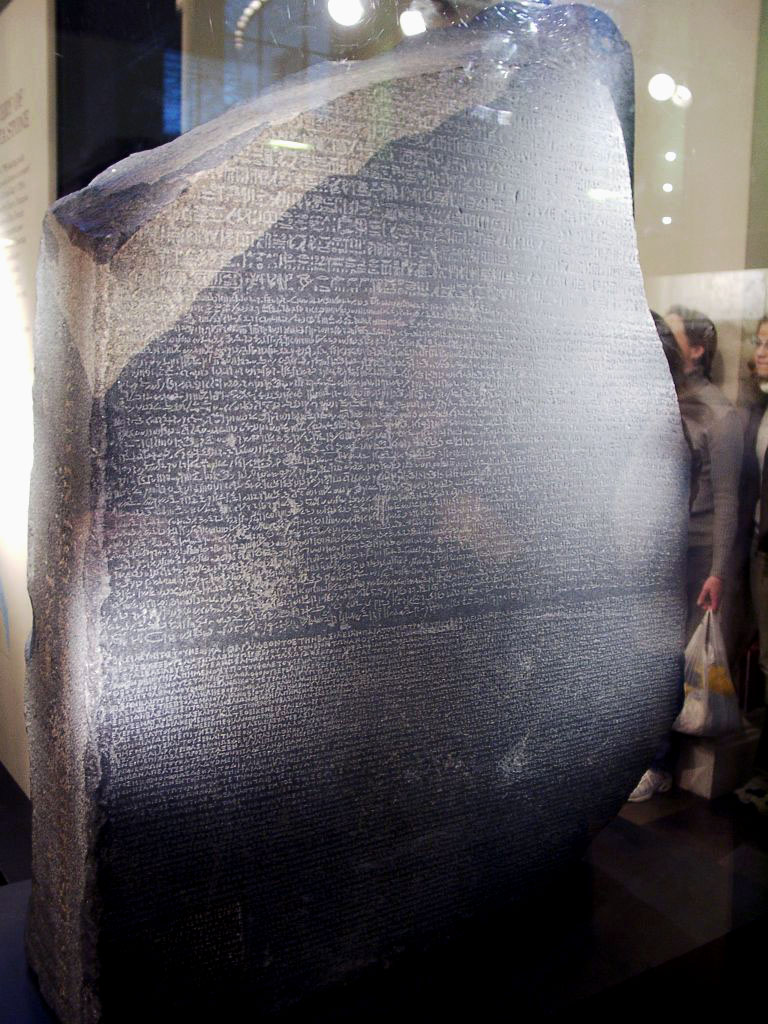
Pierre-François Bouchard este descoperitorul pietrei de la Rosetta.

Pierre-François Bouchard (n. 29 aprilie 1772, Orgelet, Departamentul Jura – d. 29 aprilie 1822) a fost un ofițer genist al armatei franceze, cunoscut îndeosebi pentru descoperirea celebrei pietre de la Rosetta, un vestigiu arheologic extrem de important, care a ajutat enorm la descifrarea scrierii antice egiptene.